# Nader Sadek
Nader Sadek é um projeto musical de Death metal, do artista egípcio homônimo, formado em Nova Iorque em 2011.
Todo o projecto é dirigido por Nader Sadek, que já trabalhou com o Mayhem. Ele foi diretor de efeitos visuais ao vivo.
O primeiro trabalho dele, In the Flesh, foi lançado em 16 de maio de 2011, via Season of Mist. Teve a colaboração de músicos experientes e conhecidos do Metal extremo como Flo Mounier (Cryptopsy, ex-Necrosis), Blasphemer (Aura Noir, Ava Inferi, Mezzerschmitt, ex-In Silence, ex-Testimony, ex-Mayhem) e Steve Tucker (ex-Ceremony, ex-Morbid Angel).
Lançaram videoclipes para as faixas "Nigredo in Necromance" e "Suffer".

## Integrantes
- Nader Sadek - composição, arte de capa, produção
- Flo Mounier - bateria
- Blasphemer - guitarra
- Steve Tucker - vocal
- Novy - baixo

### Músicos convidados
- Nicholas McMaster - baixo

## Discografia
- In the Flesh (2011)